# Emberiza vincenti
El escribano de Vincent (Emberiza vincenti) es una especie de ave paseriforme de la familia Emberizidae endémica de Malaui.